# Чепчугов, Сергей Андреевич
Серге́й Андре́евич Чепчуго́в (15 июля 1985, Красноярск, СССР) — российский футболист, вратарь. Трёхкратный чемпион России (2013, 2014, 2016) в составе ЦСКА.

## Карьера

### «Металлург»
В 2003 году начал выступать за красноярский «Металлург», где изначально был дублёром Сергея Губернюка. Со следующего сезона прочно занял место в воротах. В 2005 году «Металлург» вышел в первый дивизион, а Чепчугов стал лучшим голкипером зоны «Восток» Второго дивизиона. В следующем году, отыграв за «Металлург» первый круг, был отдан в аренду до конца сезона в «Сибиряк», где стал игроком основного состава. Команда по итогам сезона заняла в зоне «Восток» Второго дивизиона 7 место из 13 команд.
В начале сезона 2007 в «Металлурге» поначалу конкурировал с другим голкипером — Ильёй Ильиным. В одном из первых туров Чепчугов сумел отразить два пенальти, после чего стал основным вратарём и вновь завоевал звание лучшего вратаря турнира. Команда не выполнила поставленную задачу на сезон — выход в Первый дивизион, стала зимой испытывать финансовые трудности, и Чепчугов покинул команду.

### «Рига»
Перед началом нового сезона подписал контракт с латвийским клубом «Рига», вместе с которым вышел в финал Кубка Интертото. В августе 2008 года по обоюдному согласию расторг контракт.

### «Сибирь»
После ухода из «Риги» подписал контракт с новосибирской «Сибирью» сроком на 1,5 года. В сезоне 2009 года провёл рекордную сухую серию длиной 728 минут. Весной к нему проявлял интерес московский «Спартак», но до конкретных предложений дело не дошло. По итогам сезона «Сибирь» вышла в Премьер-лигу, а Чепчугов стал лучшим вратарём Первого дивизиона и лучшим игроком «Сибири» по опросу болельщиков.

### ЦСКА
27 ноября 2009 года стало известно, что Чепчугов подписал долгосрочный контракт с ЦСКА. 3 октября 2010 года впервые вышел в основном составе в матче против «Ростова», в той игре он сохранил свои ворота в неприкосновенности. 28 ноября 2010 года, в матче 30 тура против «Амкара» отыграл полный матч и не пропустил ни одного гола. В еврокубках дебютировал в матче 6 тура группового этапа Лиги Европы 2010/2011 против пражской «Спарты». Отыграл 90 минут, матч закончился ничьей 1:1.
22 февраля 2011 года в матче 1/16 Лиги Европы против греческого «ПАОКа» на 65-й минуте заменил травмированного Игоря Акинфеева. Уже через две минуты Чепчугову неудачно откатили мяч назад, и вратарь, выбивая мяч из-под ног Златана Муслимовича, попал в него, в результате чего последний воспользовался шансом и забил гол. В итоге матч закончился вничью со счётом 1:1, и в следующий круг прошли армейцы. 28 февраля в выигранном армейцами матче 1/8 финала Кубка России против ярославского «Шинника» отыграл 90 минут.
28 августа 2011 года в 22 туре премьер-лиги в матче против московского «Спартака» заменил серьёзно травмированного Акинфеева на 31 минуте матча и пропустил два мяча. Проведя ещё один матч против московского «Динамо», в котором пропустил четыре гола, вновь осел в запасе, уступив место арендованному Владимиру Габулову. Ещё дважды появлялся на поле в матчах против «Анжи».
21 февраля 2012 года был признан лучшим игроком матча 1/8 финала Лиги чемпионов против мадридского «Реала». 14 марта 2012 года в ответном матче пропустил четыре гола, один из которых, забитый после удара Криштиану Роналду с дальней дистанции, являлся следствием грубой ошибки. В середине апреля уступил место в основе восстановившемуся после травмы Акинфееву.
В сезоне 2012/2013 появлялся на поле в матчах Кубка и чемпионата России против «Томи», «Тюмени» и «Енисея», «Ростова». В первых трёх матчах отстоял на ноль, а ЦСКА выиграл. В заключительном туре чемпионата России против «Ростова» пропустил три мяча.
23 мая 2017 года покинул ЦСКА в связи с истечением срока контракта.

### «Енисей»
14 июня 2017 года Чепчугов подписал контракт с «Енисеем». За красноярский клуб вышел в пяти матчах ФНЛ и в двух матчах Кубка России, пропустив семь мячей. 13 февраля 2018 года «Енисей» отзаявил голкипера, однако официальной информации о его уходе из команды не опубликовал.
В сентябре Чепчугов оказался в центре внимания СМИ после своего танца в одном из ночных клубов Красноярска. Голкипер станцевал под песню Стаса Михайлова «Всё для тебя», подпевая мелодии из колонок.
13 февраля 2018 года временно приостановил профессиональную карьеру. 30 апреля 2021 года начал тренировки с молодёжной командой «Енисея». 15 июля 2021 года возобновил карьеру, подписав контракт с «Енисеем». 18 июля 2021 года сыграл первый матч за «Енисей-2» против «Химика» (0:1)
26 января 2022 года объявил об уходе из клуба, объяснив завершение карьеры тем, что «нужен миру». Позже заявил: «Что творится в моем Instagram? Разделение моей души и любви, деятелей политических, приведет к совершенству, данное от Бога. Ибо говорю не от себя, а от Бога, который спустил меня к вам! Людям не хватает веры в Бога, а когда придет — будут ли готовы?».

## Достижения

### Командные
- Чемпион России (3): 2012/2013, 2013/2014, 2015/2016
- Серебряный призёр чемпионата России (3): 2010, 2014/2015, 2016/2017
- Бронзовый призёр чемпионата России: 2011/2012
- Серебряный призёр Первого дивизиона: 2009
- Обладатель Кубка России (2): 2010/2011, 2012/2013
- Обладатель Суперкубка России (2): 2013, 2014

### Личные
- Лучший вратарь Первого дивизиона: 2009[25][26]
- Лучший вратарь Второго дивизиона: 2005[27], 2007[28]
- Лучший вратарь Кубка ПФЛ: 2005[29]

## Личная жизнь
Бывшая жена — Ксения, художник (род. 2 февраля 1992 г.), развелись в октябре 2018 года. В 2013 году у пары родилась дочь София.

## Статистика выступлений за ЦСКА
| Сезон   | Чемпионат России | Чемпионат России | Чемпионат России | Кубок России | Кубок России | Кубок России | Лига Европы | Лига Европы | Лига Европы | Лига Чемпионов | Лига Чемпионов | Лига Чемпионов | Всего | Всего | Всего |
| Сезон   | Игры             | Голы             | С.М.             | Игры         | Голы         | С.М.         | Игры        | Голы        | С.М.        | Игры           | Голы           | С.М.           | Игры  | Голы  | С.М.  |
| ------- | ---------------- | ---------------- | ---------------- | ------------ | ------------ | ------------ | ----------- | ----------- | ----------- | -------------- | -------------- | -------------- | ----- | ----- | ----- |
| 2010    | 2                | 0                | 2                | 0            | 0            | 0            | 1           | -1          | 0           | 0              | 0              | 0              | 3     | -1    | 2     |
| 2011/12 | 9                | -16              | 1                | 1            | 0            | 1            | 1           | -1          | 0           | 2              | -5             | 0              | 13    | -22   | 2     |
| 2012/13 | 1                | -3               | 0                | 3            | 0            | 3            | 0           | 0           | 0           | 0              | 0              | 0              | 4     | -3    | 3     |
| 2013/14 | 1                | -2               | 0                | 1            | -1           | 0            | 0           | 0           | 0           | 0              | 0              | 0              | 2     | -3    | 0     |
| 2014/15 | 0                | 0                | 0                | 2            | -1           | 1            | 0           | 0           | 0           | 0              | 0              | 0              | 2     | -1    | 1     |
| 2015/16 | 0                | 0                | 0                | 2            | -2           | 0            | 0           | 0           | 0           | 0              | 0              | 0              | 2     | -2    | 0     |
| 2016/17 | 1                | 0                | 1                | 1            | -2           | 0            | 0           | 0           | 0           | 0              | 0              | 0              | 2     | -2    | 1     |
| Итого   | 14               | -21              | 4                | 10           | -6           | 5            | 2           | -2          | 0           | 2              | -5             | 0              | 28    | -34   | 9     |